# Пирофиты
Пирофиты (от pyr с др.-греч. — «огонь») — экологическая группа растений, устойчивых к воздействию огня. У растений-пирофитов наблюдаются структурные адаптации к пожарам: они обладают запасом спящих почек, способны к корневому возобновлению (Leucadendron spissifolium (Salish. ex Knight) I. Williams), устойчивы к нагреву стволов (Mimetes Salisb.) и семян, их всходы легко приживаются на открытых участках (Protea cynaroides L.).
Пирофитные виды получают конкурентное преимущество при пожарах, при которых уничтожается растительность на значительных территориях. Например, на гарях возникают заросли иван-чая (Chamaenerion angustifolium), кострища зарастают мохообразными Funaria hygrometra и Marchantia polymorpha.
Пирофиты делятся на три группы:
1. активные пирофиты — растения, которые способствуют пожарам➤,
2. пассивные пирофиты — растения, которые приспособлены переносить пожары➤,
3. пирофилы — растения, для размножения которых необходимо воздействие огня➤.

## Описание
Некоторые растения регулярно испытывают влияние пожаров, когда температура кратковременно повышается до сотен градусов. Пожары особенно часты в саваннах, в сухих жестколистных лесах и кустарниковых зарослях типа чапарраля. У деревьев саванн на стволах толстая корка, пропитанная огнеупорными веществами, надёжно защищающими внутренние ткани. Плоды и семена таких пирофитов имеют толстые, часто одревесневшие покровы, которые растрескиваются, будучи опалены огнём.
Приспособлены к поражению огнём растения финбоша. Левкадендрон густолистный имеет спящие почки, способен к корневому возобновлению. Mimetes выдерживает нагрев ствола. Семена протейных хорошо прорастают в новой золе, богатой азотом и фосфором и сами семена содержат много азота и фосфора по сравнению с кальцием, магнием и калием.
Одно из самых известных растений-пирофитов — ясенец белый (Dictamnus albus), известный под народным названием «неопалимая купина». У него горят эфирные масла, испаряющиеся с листьев, само же растение остаётся целым. Другие растения относимые к пирофитам — ракитник белый (Cytisus albus) из рода ракитник и некоторые виды дуба.
Пирофитами являются многие виды протейных, в частности, банксия. У них плоды-коробочки раскрываются при пожаре и могут дожидаться его немало лет. Некоторые виды могут восстанавливаться после пожара при помощи стволовой поросли.
Приспособлены к верховым пожарам австралийские эвкалипты, у которых крона приводится в порядок огнём, а плоды-коробочки, как и у протейных, раскрываются во время пожара, распространяя семена по плодородной подстилке из золы.

## Активные пирофиты

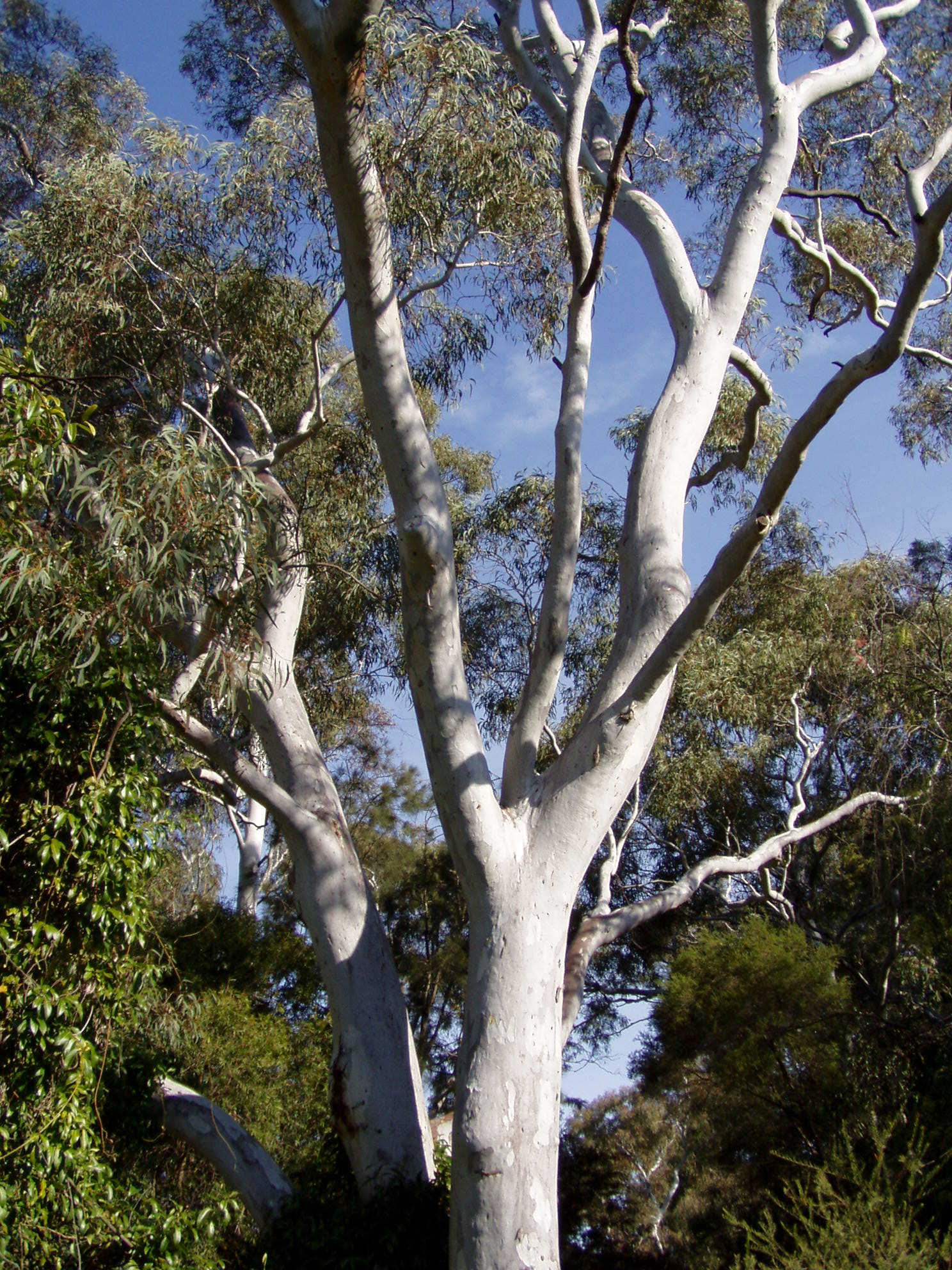
Эвкалипт манноносный

Активные пирофиты — растения, которые эволюцинировали, чтобы производить масла, которые ускоряют распространение пожаров, но одновременно зависят от их собственной устойчивости к огню, потому что, пожары не позволяют другим видам вторгаться в их среду обитания. В эту группу входят растения семейств Миртовые (Myrtáceae), Протейные (Proteáceae), Злаковые (Poaceae) .
Камедные деревья  — известный вид пирофитов. Они эволюционировали в пирофиты, чтобы не допустить вторжения конкурирующих видов в их среду обитания. Пепел от сожженных камедных деревьев даже способствует быстрому росту растения, опережая другие виды, пытающиеся покрыть землю в этом районе. Будучи активными пирофитами, эти широко выращиваемые растения производят масло, которое наиболее широко известно своим приятным ароматом, но это же масло легко воспламеняется. Некоторые камедные деревья даже взрывались во время сильных пожаров.
Наиболее известные виды:
1. Эвкалипт перечный (Eucalyptus piperita)
2. Эвкалипт манноносный (Eucalyptus mannifera)
3. Императа цилиндрическая (Imperata cylindrica)

## Пассивные пирофиты
Пассивные пирофиты — растения, которые эволюцинировали в направлении противостояния пожарам. Эти виды растений используют высокое содержание влаги для повышения их защиты от любых пожаров. Пожары прорежают крону и способствуют их развитию удобряя почву золой.
Большое значение для растений в экстремальных условиях пожара имеет мощность покровных тканей – корки. Так, у осины, ольхи, орешника довольно тонкая корка, поэтому они сильно повреждаются огнем. У дуба и сосны и других пирофитов более толстая корка, поэтому эти виды обладают большей устойчивостью при пожаре.
Восстановительная способность растений после повреждения огнем зависит от наличия у них погруженных спящих почек, особенно на корнях. В случае уничтожения огнем только надземных органов, из спящих почек на корневых системах появляются новые побеги.
Семейства пассивных пирофитов: Сосновые (Pináceae), Кипарисовые (Cupressáceae), Буковые (Fagáceae), Росянковые (Droseráceae), Жимолостные (Caprifoliáceae), Асфоделовые (Asphodelaceae).
Некоторые известные виды:

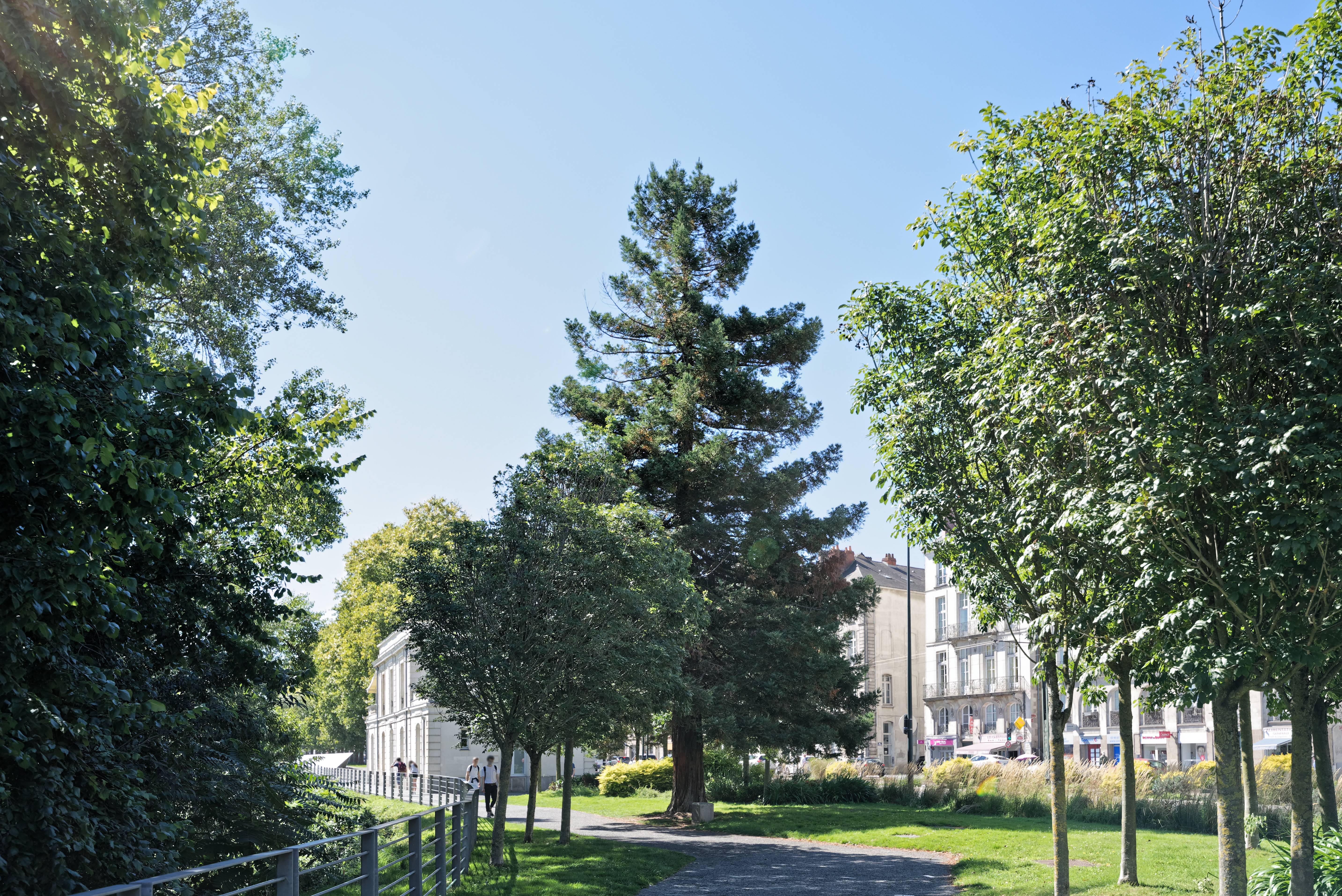
Секвойя вечнозеленая

1. Сосна обыкновенная  (Pinus sylvéstris)
2. Сосна алеппская (Pīnus halepēnsis)
3. Сосна чёрная (Pinus nigra)
4. Секвойя вечнозелёная (Sequoia sempervirens)
5. Дуб пробковый (Quercus suber)
6. Венерина мухоловка (Dionaea muscipula)
7. Жимолость альпийская (Lonicera alpigena)
8. Асфоделус белый (Asphodelus albus)

## Пирофильные растения
Пирофилы (от pyr с др.-греч. — «огонь» и φιλέω с др.-греч. — «любить») — растения, которым для размножения нужен огонь. Повышение температуры и выпуск дыма необходимы для повышения уровня покоя семян пирофильных растений.
У протейных пожарозависимость подчеркивается химическим составом семян, богатых азотом и фосфором, которых нет в почве, но очень бедных кальцием, калием и магнием. Успешное прорастание семян наблюдается в свежей золе, обогащенной этими элементами. После пожара зола и древесный уголь стимулируют отрастание побегов у кустарников.
Некоторые известные виды:

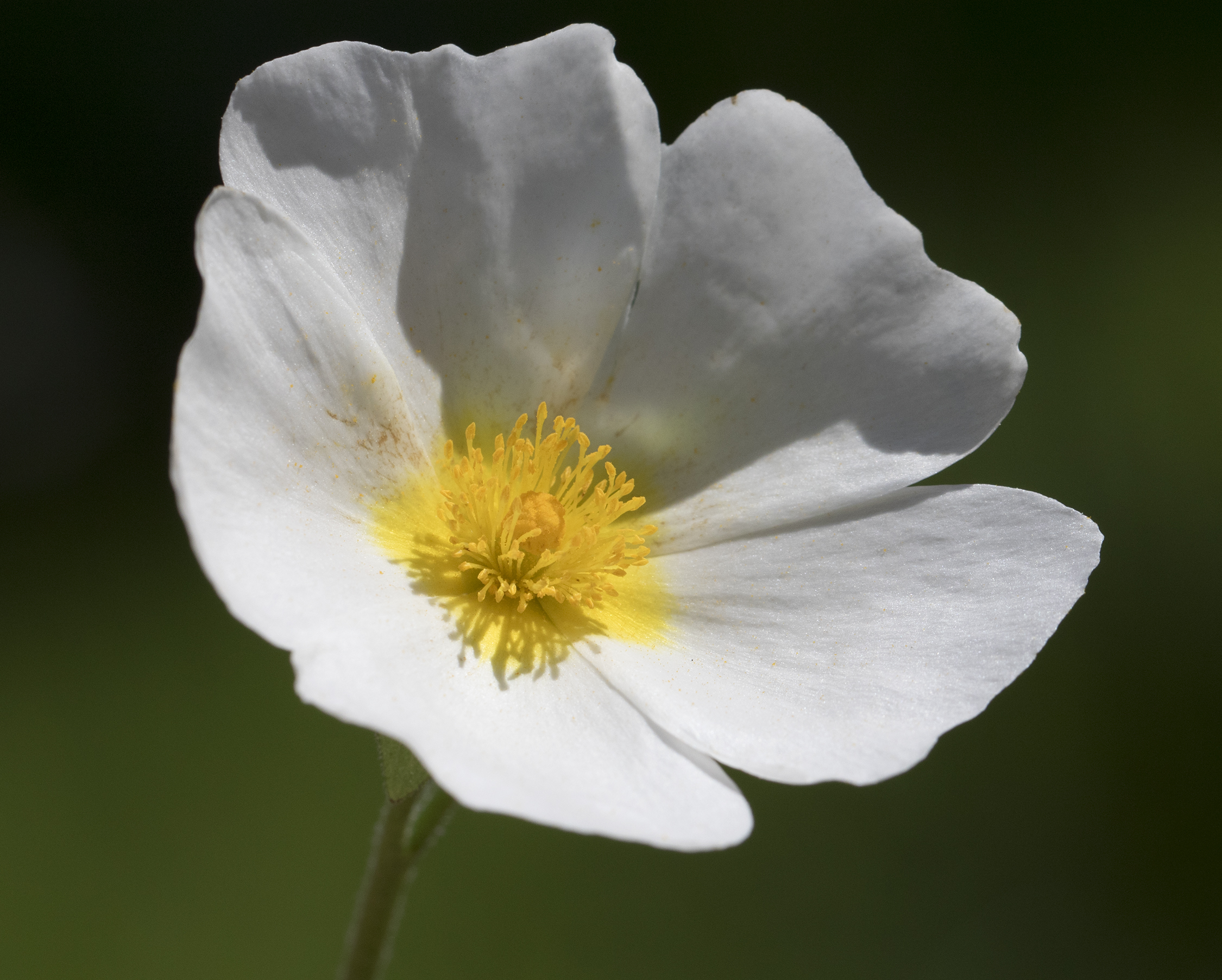
Ладанник шалфеелистный

1. Огненный мох (Ceratodon purpureus)
2. Ладанник беловатый (Cistus albidus)
3. Ладанник критский (Cistus creticus)
4. Ладанник курчавый (Cistus crispus[англ.])
5. Ладанник ладаносный  (Cistus ladanifer[англ.])
6. Ладанник монпеленский  (Cistus monspeliensis[англ.])
7. Ладанник шалфеелистный (Cistus salviifolius)
8. Библис гигантский (Byblis gigantea)